# 森特希爾 (伊利諾伊州)
森特希爾（英語：Center Hill）是位於美國伊利諾伊州卡洛爾縣的一個非建制地區。該地的面積和人口皆未知。

## 地理
森特希爾的座標為42°04′51″N 90°02′46″W / 42.08083°N 90.04611°W，而該地的平均海拔高度為265米（即869英尺）。